# Дрентельн, Александр Александрович
Алекса́ндр Алекса́ндрович Дрентельн (1868—1925) — генерал-майор Свиты, командир лейб-гвардии Преображенского полка, герой Первой мировой войны.

## Биография
Православный. Из потомственных дворян Лифляндской губернии. Сын генерала от инфантерии Александра Романовича Дрентельна.
Окончил Киевскую 1-ю гимназию (1886) и Санкт-Петербургский университет. В 1890 году поступил вольноопределяющимся в лейб-гвардии Преображенский полк, а в следующем году выдержал офицерский экзамен при 2-м военном Константиновском училище и был произведен подпоручиком в тот же полк.
Чины: поручик (1895), штабс-капитан (1900), капитан (1903), полковник (1910), генерал-майор (1915).
Командовал ротой Преображенского полка в 1902—1906 годах. В 1903 году был назначен флигель-адъютантом. С 1906 года состоял в Военно-походной канцелярии Его Величества. В 1909—1915 годах состоял штаб-офицером для поручений при Императорской Главной квартире.
Участник Первой мировой войны. 28 ноября 1915 года произведен в генерал-майоры «за отличие по службе» с назначением командиром лейб-гвардии Преображенского полка и с зачислением в Свиту. Был пожалован Георгиевским оружием
За то, что в бою 15 и 16 июля 1916 года у д. Рай-Место, когда лейб-гвардии Преображенский полк, находясь в болотистой местности, непосредственно перед заграждением противника залег и с отходом соседней части положение его обострилось, генерал-майор Дрентельн, несмотря на трудное положение полка, сохранил за собой позицию до ночи и, руководя во время боя действиями полка в сфере действительного ружейного и заградительного артиллерийского огня, с рассветом занял позицию противника, с захватом 47-мм. орудия.
После Февральской революции подал в отставку и был уволен по прошению 27 апреля 1917 года. После Октябрьской революции остался в Советской России. Жил в Вологодской губернии, работал на мельнице при монастыре. Умер в 1925 году от тромбофлебита.

## Семья
Был женат на Анне Александровне Поповой (1868—1932), дочери сенатора А. Н. Попова. Их дочь Анна (ум. 1982) была замужем за Н. С. Воейковым, в эмиграции в Брюсселе, занималась благотворительностью. Одна из последних остававшихся в живых фрейлин императрицы.

## Награды

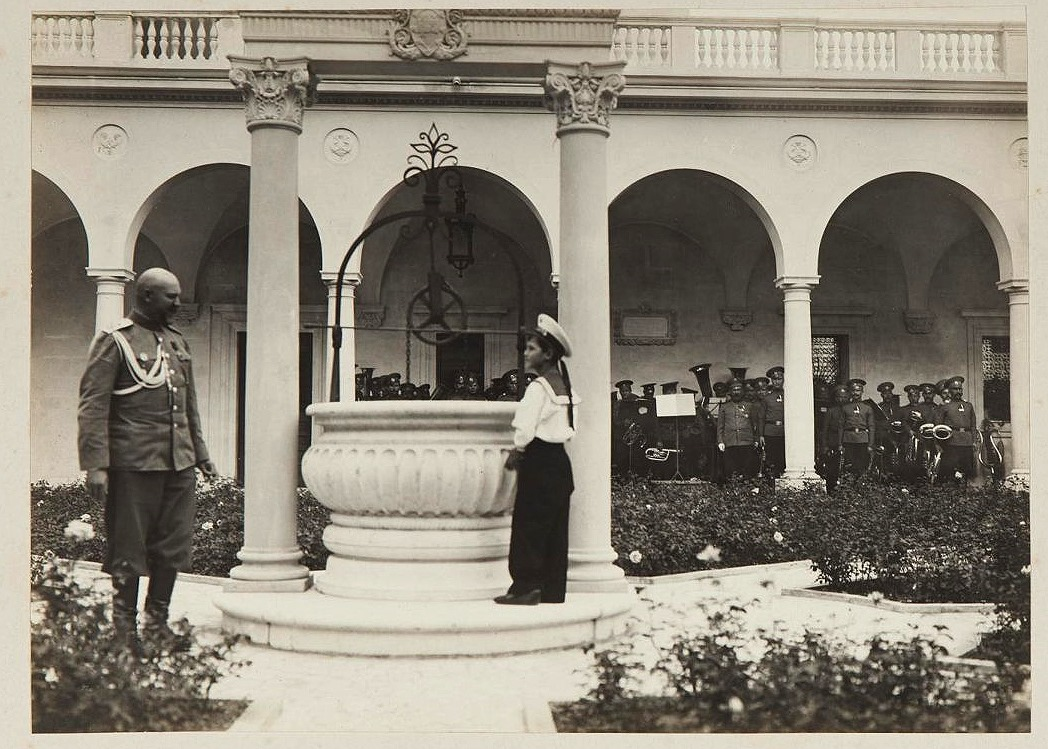
Крым. Цесаревич Алексей, флигель-адъютант А.А.Дрентельн в Ливадийском дворце. 1913 г.

- Орден Святого Станислава 3-й ст. (1899)
- Орден Святой Анны 3-й ст. (ВП 6.12.1904)
- Орден Святого Станислава 2-й ст. (ВП 6.12.1906)
- Орден Святой Анны 2-й ст. (ВП 6.12.1909)
- Орден Святого Владимира 4-й ст. (ВП 6.12.1912)
- Орден Святого Владимира 3-й ст. (ВП 6.12.1914)
- Георгиевское оружие (ВП 4.03.1917)

иностранные:
- Королевский Викторианский орден, почётный командор (1908)[3]